# 221P/LINEAR
La comète LINEAR, officiellement 221P/LINEAR, est une comète périodique du système solaire, découverte le 9 mai 2002 par le programme LINEAR.